# HD 65216
HD 65216 — звезда 8-й звёздной величины, жёлтый карлик спектрального класса G, удалён от Земли на 116 световых лет и находится в созвездии Киля. Эта звезда похожа на Солнце, имеет массу на 8 % меньше и несколько более тусклая. Невооружённым глазом звезда не видна, однако может быть найдена в бинокль или телескоп. На территории России не наблюдается.

## Планетная система
Масса планеты HD 65216 b составляет 1,22±0,19 масс Юпитера, период обращения — 613 дней (около 2 лет), большая полуось орбиты — 1,37 а.е. (примерно расстояние от Земли до Марса), эксцентристет — 0,41±0,06.